# The Dopamines
The Dopamines is een Amerikaanse punkband afkomstig uit Cincinnati, Ohio die is opgericht in 2006 door drummer Matt Hemingway, gitarist en zanger Jon Lewis en basgitarist en zanger Jon Weiner. In 2008 verliet Hemingway de band en werd hij vervangen door Michael Dickson. Sinds 2013 heeft de band een tweede gitarist, namelijk Josh Goldman. De band speelt ook occasioneel met gitarist Mikey Erg (van The Ergs!) op tour.

## Geschiedenis
Jon Lewis en Matt Hemingway speelden samen in de punkband Black Tie Bombers terwijl Lewis en Jon Weiner samen in Ukraine Crane speelden. Tijdens een tournee in 2007 samen met The Queers ontmoetten Lewis en Weiner Matt Yonker, de drummer van The Queers, die het grootste deel van het materiaal van The Dopamines opnam. Kort na de tour werden zowel Black Tie Bombers als Ukraine Crane opgeheven.
Na de ondergang van hun vorige bands hebben Hemingway, Lewis en Weiner een demo met zes nummers opgenomen als The Dopamines. Nadat de demo op een internet-prikbord was geplaatst, werd het opgemerkt door Adam Al's, de eigenaar van It's Alive Records, dat aanbood het debuutalbum van de band uit te brengen. Veertien nummers werden bewaard voor het debuutalbum Dopamines (2008) en twee werden uitgebracht in december 2008 op een splitalbum met Till Plains. Beide albums werd uitgegeven via It's Alive Records
In september 2008 resulteerde een persoonlijk geschil in het vertrek van drummer Matt Hemingway. De band voltooide nummer van wat later de ep Soap and Lampshades zou worden voordat Hemingway de band voorgoed verliet. Nadat Hemingway de band had verlaten werd hij tijdelijk vervangen door drummer Matt Yonkers (van Teen Idols), de muziekproducent voor de band. De band nam met hem twee nummers op, namelijk "Try This Kids at Home!" en "October 24th". Deze nummers verschenen op Songs About Fucking Up (2009), een split met The Copyrights.
In 2010 liet de band het tweede studioalbum, getiteld Expect the Worst, uitgeven via het platenlabel Paper + Plastick Records. De band ging daarna op tour met Less Than Jake, de band van de eigenaar van het label, Vinnie Fiorello. Het daaropvolgende studioalbum (Vices) werd in juni 2012 weer uitgegeven door It's Alive Records. Tales of Interest (2017) werd uitgegeven door Rad Girlfriend Records.

## Leden
| Huidige leden - Jon Lewis - gitaar, zang (2006-heden) - Jon Weiner - basgitaar, zang (2006-heden) - Michael Dickson - drums (2008-heden) - Josh Goldman - gitaar (2013-heden) | Voormalige leden - Matt Hemingway - drums (2006-2008) |

## Discografie
| Jaar | Titel               | Label                                | Type        |
| ---- | ------------------- | ------------------------------------ | ----------- |
| 2008 | Dopamines           | It's Alive                           | studioalbum |
| 2009 | Live from Baltimore | Insubordination                      | livealbum   |
| 2009 | Soap and Lampshades | Cold Feet                            | ep          |
| 2010 | Expect the Worst    | Paper + Plastic                      | studioalbum |
| 2012 | Vices               | It's Alive                           | studioalbum |
| 2017 | Tales of Interest   | Rad Girlfriend, Bearded Punk Records | studioalbum |

| Jaar | Titel                  | Label           | Met            |
| ---- | ---------------------- | --------------- | -------------- |
| 2008 | Dopamines/Til Plains   | It's Alive      | Til Plains     |
| 2009 | Songs About Fucking Up | It's Alive      | The Copyrights |
| 2011 | Portrait Parle         | Paper + Plastic | Dear Landlord  |

| Jaar | Nummer                      | Album                              |
| ---- | --------------------------- | ---------------------------------- |
| 2010 | "Public Domain"             | Expect the Worst                   |
| 2012 | "More Chords, Better Value" | Vices                              |
| 2012 | "Business Papers"           | The Thing That Ate Larry Livermore |